# Ropka
Ropka är en stadsdel i Tartu i Estland. Ropka ligger 59 meter över havet och antalet invånare är 5 078.